# بروك بولن
بروك بولن (بالإنجليزية: Brock Bolen)‏ هو لاعب كرة قدم أمريكية أمريكي، ولد في 24 مارس 1985 في بيكوا في الولايات المتحدة.

## وصلات خارجية
- بروك بولن على موقع مرجع كرة القدم المحترفة.كوم (الإنجليزية)